# Muricea pinnata
Muricea pinnata is een zachte koraalsoort uit de familie Plexauridae. De koraalsoort komt uit het geslacht Muricea. Muricea pinnata werd in 1961 voor het eerst wetenschappelijk beschreven door Bayer. 